# Asplenie
Asplenie is de term voor het niet aanwezig zijn van een functionerende milt. Deze toestand kan aangeboren zijn (uiterst zeldzaam) of verworven, door chirurgisch ingrijpen of door herhaalde miltinfarcten.
Bij sommige bloedziekten waarbij een verhoogde afbraak van bepaalde typen bloedcellen (rode cellen of bloedplaatjes) optreedt (ovalocytose, sferocytose, idiopathische trombocytopenische purpura) wordt de milt weleens verwijderd om de bloedarmoede of stollingsproblemen te bestrijden. Ook na een ongeval waarbij de milt scheurt kan het weleens nodig zijn de milt te verwijderen om het leven te redden. De gevolgen zijn voor de patiënt meestal niet groot, maar de patiënt kan wel gevoeliger worden voor een zeer snel verlopende vorm van pneumococcensepsis. Vaak wordt hierom een vaccinatie tegen pneumococcen aanbevolen bij dergelijke mensen. Of dit altijd zin heeft is nog onderwerp van onderzoek.